# Medal Suworowa
Medal Suworowa (ros. Медаль Суворова) – odznaczenie państwowe Federacji Rosyjskiej przyznawane żołnierzom rosyjskich wojsk lądowych. Medal jest nazwany na cześć rosyjskiego dowódcy, teoretyka wojskowego i generalissimusa Aleksandra Suworowa. Odznaczenie zostało ustanowione dekretem prezydenckim z dnia 2 marca 1994 roku; później statut odznaczenia był zmieniany dwukrotnie (w 1999 i 2010). Medal jest przyznawany żołnierzom, którzy wykazali się odwagą podczas operacji wojskowych lub manewrów na lądzie, brali udział w obronie interesów lub granic Federacji Rosyjskiej lub wykazali się doskonałymi wynikami w szkoleniu bojowym. Medal może zostać przyznany pośmiertnie. Medal Suworowa w 2019 roku znalazł się na rosyjskim znaczku pocztowym.

## Opis
Medal jest wykonany ze srebra, jego średnica wynosi 32 mm. Na jego awersie znajduje się reliefowy portret Aleksandra Suworowa, na dole awersu znajdują się dwa reliefowe liście laurowe i reliefowy napis АЛЕКСАНДР СУВОРОВ (Aleksandr Suworow). Na rewersie medalu znajdują się reliefowe skrzyżowane ze sobą szabla i szpada, pod nimi znajduje się litera N i numer seryjny nagrody. Medal zawieszany jest na pięciokątnej blaszce obciągniętej jedwabną wstążką o szerokości 24 mm. Po lewej i po prawej stronie wstążki znajdują się cienkie zielone pasy o szerokości trzech milimetrów, a w środku wstążka jest w kolorze czerwonym. 